# Arthur-Lucien Beaubien
Pour les articles homonymes, voir Beaubien.
Arthur-Lucien Beaubien (1879-1971) est un homme politique canadien. Il était le député libéral de Provencher de 1921 à 1940.